# Orešje (ort i Kroatien)
Orešje är en ort i Kroatien.   Den ligger i länet Zagrebs län, i den centrala delen av landet, 14 km väster om huvudstaden Zagreb. Orešje ligger 128 meter över havet och antalet invånare är 963.
Terrängen runt Orešje är varierad. Runt Orešje är det ganska tätbefolkat, med 60 invånare per kvadratkilometer. Närmaste större samhälle är Zagreb - Centar, 13,7 km öster om Orešje. Omgivningarna runt Orešje är en mosaik av jordbruksmark och naturlig växtlighet.